# Ferdinand de La Batut
Pour les articles homonymes, voir Batut.
Anne Charles Ferdinand de La Borie de La Batut, connu sous le nom de Ferdinand de La Batut, né le 9 mai 1854 à Bergerac, mort le 13 mars 1933 à Paris, est un magistrat et homme politique français.

## Biographie
Ferdinand de La Batut est issu d'une famille noble originaire du Périgord. Il est l'ainé de trois frères du vicomte Henri Armand Mathieu de Laborie de La Batut (né en 1821), receveur de l'Enregistrement dans le département de la Haute-Loire et de Sophie Eyma (1830-1879). Il épouse le 3 août 1879, à Paris (1°), Zoé Hélène Alloën-Bessand (fille de Charles Alloën-Bessand (1829-1915), directeur des Magasins À la Belle Jardinière, président du Tribunal de commerce de Paris), qui lui donne trois enfants.
Docteur en droit, il est juge suppléant au tribunal de la Seine à Paris. Dans le même temps, il est maire de Montbazillac et conseiller général du canton de Sigoulès. Il est député de la Dordogne de 1885 à 1912 et siège au groupe de l'Union des Gauches. Il est secrétaire de la Chambre de 1892 à 1902. Il intervient sur les questions agricoles et sur la législation fiscale. Il est élu sénateur de la Dordogne du 7 janvier 1912 au 13 janvier 1930, où il décide de ne pas se représenter. En 1913, il est secrétaire du Sénat. Il soutient la politique scolaire et coloniale du gouvernement et vote pour les poursuites contre trois députés membres de la Ligue des patriotes et le général Boulanger.
Il meurt à son domicile parisien, le 11 mars 1933 à l’âge de 78 ans et est enterré au cimetière protestant du Pont Saint-Jean sur la commune de Bergerac.

## Sources
- « Ferdinand de La Batut », dans Adolphe Robert et Gaston Cougny, Dictionnaire des parlementaires français, Edgar Bourloton, 1889-1891 [détail de l’édition]
- « Ferdinand de La Batut », dans le Dictionnaire des parlementaires français (1889-1940), sous la direction de Jean Jolly, PUF, 1960 [détail de l’édition]
- Sylvie Guillaume et Bernard Lachaise (Université Bordeaux-Montaigne. Centre aquitain de recherches en histoire contemporaine), Dictionnaire des parlementaires d'Aquitaine sous la Troisième République, Talence, Presses Universitaires de Bordeaux, 1998, br, couv. ill.; 624, 24 cm (ISBN 2-86781-231-3 et 9782867812316, OCLC 468077217, BNF 37035405, SUDOC 045199868, présentation en ligne, lire en ligne), p. 85